# Marion Josserand
Marion Josserand (Saint-Martin-d'Hères, 6 de octubre de 1986) es una deportista francesa que compitió en esquí acrobático, especialista en la prueba de campo a través.
Participó en dos Juegos Olímpicos de Invierno, en los años 2010 y 2014, obteniendo una medalla de bronce en Vancouver 2010, en el campo a través.

## Medallero internacional
| Juegos Olímpicos | Juegos Olímpicos   | Juegos Olímpicos  | Juegos Olímpicos |
| Año              | Lugar              | Medalla           | Competición      |
| ---------------- | ------------------ | ----------------- | ---------------- |
| 2010             | Vancouver (Canadá) | Medalla de bronce | Campo a través   |